# Eugeniusz Ślaski

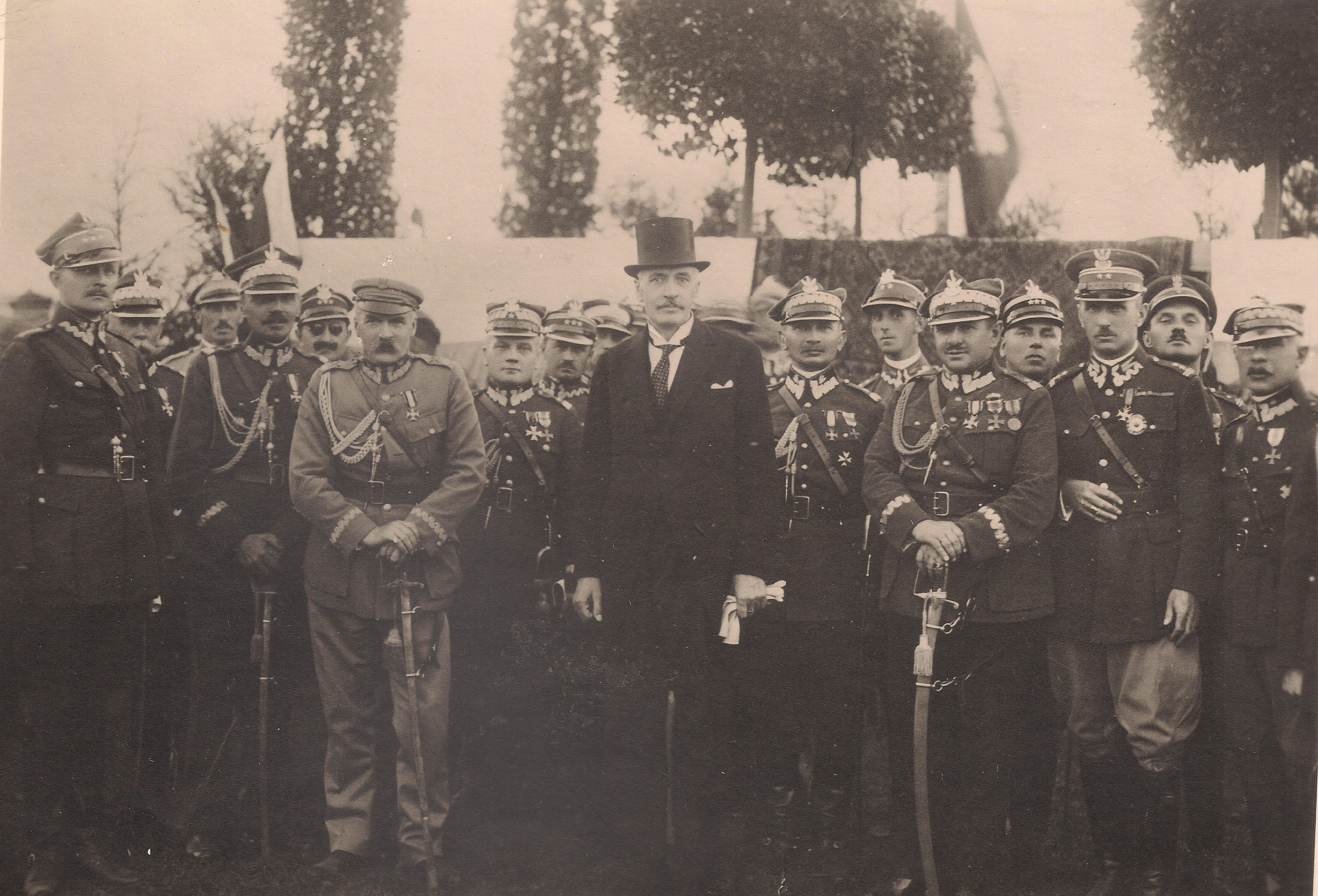
Generał Eugeniusz Ślaski – drugi od lewej

Eugeniusz Ślaski (ur. 12 stycznia 1873 w majątku Tadulin, zm. 24 października 1935 w Glinczu) – generał brygady Wojska Polskiego, kawaler Orderu Virtuti Militari.

## Życiorys
Urodził się 12 stycznia 1873 roku w majątku Tadulin, w ówczesnej guberni witebskiej, w rodzinie Marcina. W 1895 roku ukończył szkołę oficerów kawalerii w Jelizawietgradzie i został mianowany podporucznikiem służby zawodowej w Armii Imperium Rosyjskiego. W trakcie I wojny światowej awansował na podpułkownika. W 1917 roku przeszedł do I Korpusu Polskiego, gdzie był najpierw dowódcą szwadronu, a następnie dywizjonu 2 pułku ułanów.
4 listopada 1918 roku przyjęty został do Wojska Polskiego w stopniu pułkownika. W czasie wojny z bolszewikami dowodził kolejno: Pułkiem Jazdy Tatarskiej (od 27 kwietnia 1919 roku), 13 pułkiem ułanów i IX Brygadą Jazdy. 
Od października 1920 roku był inspektorem kawalerii w Dowództwie Okręgu Generalnego „Łódź” w Łodzi i dowódcą IX Brygady Jazdy. Od września 1921 roku dowodził IV Brygadą Jazdy. 3 maja 1922 roku został zweryfikowany w stopniu pułkownika ze starszeństwem z dniem 1 czerwca 1919 roku i 3. lokatą w korpusie oficerów jazdy (od 1924 roku – kawalerii), a jego oddziałem macierzystym był 25 pułk Ułanów Wielkopolskich. Z dniem 15 maja 1923 roku został mianowany szefem Departamentu II Jazdy Ministerstwa Spraw Wojskowych.
31 marca 1924 roku Prezydent RP Stanisław Wojciechowski na wniosek Ministra Spraw Wojskowych, generała dywizji Władysława Sikorskiego awansował go na generała brygady ze starszeństwem z dniem 1 lipca 1923 roku i 4. lokatą w korpusie generałów. 
29 kwietnia 1924 roku kierowany przez niego departament został przemianowany na Departament II Kawalerii. 1 czerwca tego roku został mianowany dowódcą 4 Dywizji Kawalerii we Lwowie. 15 października 1925 roku został mianowany członkiem Oficerskiego Trybunału Orzekającego. W grudniu 1925 roku został przeniesiony do dyspozycji dowódcy Okręgu Korpusu Nr VI we Lwowie z równoczesnym czasowym powierzeniem obowiązków zastępcy dowódcy okręgu korpusu. 6 maja 1926 roku został mianowany dowódcą 8 Samodzielnej Brygady Kawalerii w Starogardzie. Z dniem 1 marca 1927 roku został mu udzielony dwumiesięczny urlop z zachowaniem uposażenia, a z dniem 30 kwietnia 1927 roku został przeniesiony w stan spoczynku. Na emeryturze zamieszkał w Glinczu. Tam 24 października 1935 roku zmarł. Pochowany w Żukowie.

## Ordery i odznaczenia
- Krzyż Srebrny Orderu Wojskowego Virtuti Militari nr 6692 (10 maja 1922)[19]
- Medal Zwycięstwa[20]

## Awanse
- chorąży – 1893
- podporucznik – 1897
- porucznik – 1900
- rotmistrz – 1907
- podpułkownik – 1917